# La sfida dei giganti
La sfida dei giganti è un film peplum del 1965, diretto da Maurizio Lucidi. Rappresenta l'ultima apparizione sul grande schermo per Reg Park.

## Trama
La crudele Gea, dea della Terra, per vendicarsi dell'uccisione dell'Idra rapisce lo spirito del figlio di Ercole,  Xanto, imprigionandolo nelle paludi. Il gigante Anteo, figlio della dea, approfitta della scomparsa di Xanto e prende il dominio della città di Siracusa.
Ercole per liberare suo figlio deve scendere nelle viscere della terra. Giove viene in suo aiuto. L'eroe greco riesce infine nel suo intento, e liberato Xanto dalla sua prigionia corre a Siracusa dove annienta Anteo distruggendo la città.

## Critica
La critica sul film è stata sommariamente negativa. Pellicola definita dal "fascino popolaresco, vivo soprattutto per merito della sua onesta ingenuità" (così Segnalazioni cinematografiche, vol. 58, 1965). I critici cinematografici Enrico Lancia e Fabio Melelli nel loro testo intitolato Attori stranieri del nostro cinema spiegano come l'ultimo film in cui Park veste per l'ennesima volta i panni dell'eroe Ercole, giunge in un'epoca dove ormai la filmografia sul tema storico e mitologico è tramontata;
(Enrico Lancia, Fabio Melelli, Attori stranieri del nostro cinema, 2006, p. 140.)

## Curiosità
Il film è stato prodotto da Achille Piazzi per la Plaza Film, utilizzando molte scene di repertorio appartenenti a Ercole alla conquista di Atlantide, prodotto dallo stesso Piazza e interpretato anch'esso da Reg Park. Secondo Marco Giusti e Steve Della Casa (in Il grande libro di Ercole), la dizione Schermi Riuniti per la produzione era una sorta di gioco di parole per autoirridere tale operazione. Nel film Giovanni Cianfriglia interpreta Anteo che finge di essere Ercole: siccome l'attore romano era la controfigura di Steve Reeves (il primo Ercole sugli schermi) la situazione sembra anch'essa volutamente paradossale.